# یونس‌لوند
یونس‌لوند (به سوئدی: Jonslund) یک منطقهٔ مسکونی در سوئد است که در بخش اسونگا واقع شده‌است. یونس‌لوند ۰٫۵۷ کیلومتر مربع مساحت و ۲۹۳ نفر جمعیت دارد.